# Číšťovice
Číšťovice of Čišťovice (Duits: Tschischtowitz) is een Tsjechische plaats in de gemeente Heřmaničky in de regio Midden-Bohemen en maakt deel uit van het district Benešov. Het dorp ligt op ongeveer 0,5 km afstand van Heřmaničky.
Číšťovice telt 67 inwoners (2021).

## Geschiedenis
De eerste schriftelijke vermelding van het dorp dateert van 1356. Tot en met het midden van de 19e eeuw stond Číšťovice, net als de rest van de op dat moment toekomstige, huidige gemeente, onder bestuur van Smilkov.
In 1960 werd Číšťovice ingedeeld bij het district Benešov.

## Verkeer en vervoer

### Autowegen
Er leidt een regionale weg naar het dorp.

### Spoorlijnen
Er is geen station in Číšťovice, maar station Heřmaničky ligt ter hoogte van Číšťovice.

### Buslijnen
Er is geen bushalte in het dorp. De dichtsbijzijnde bushaltes zijn Loudilka, ten zuiden van het dorp, en Žel St. in Heřmaničky, ten noorden van het dorp.

## Galerij

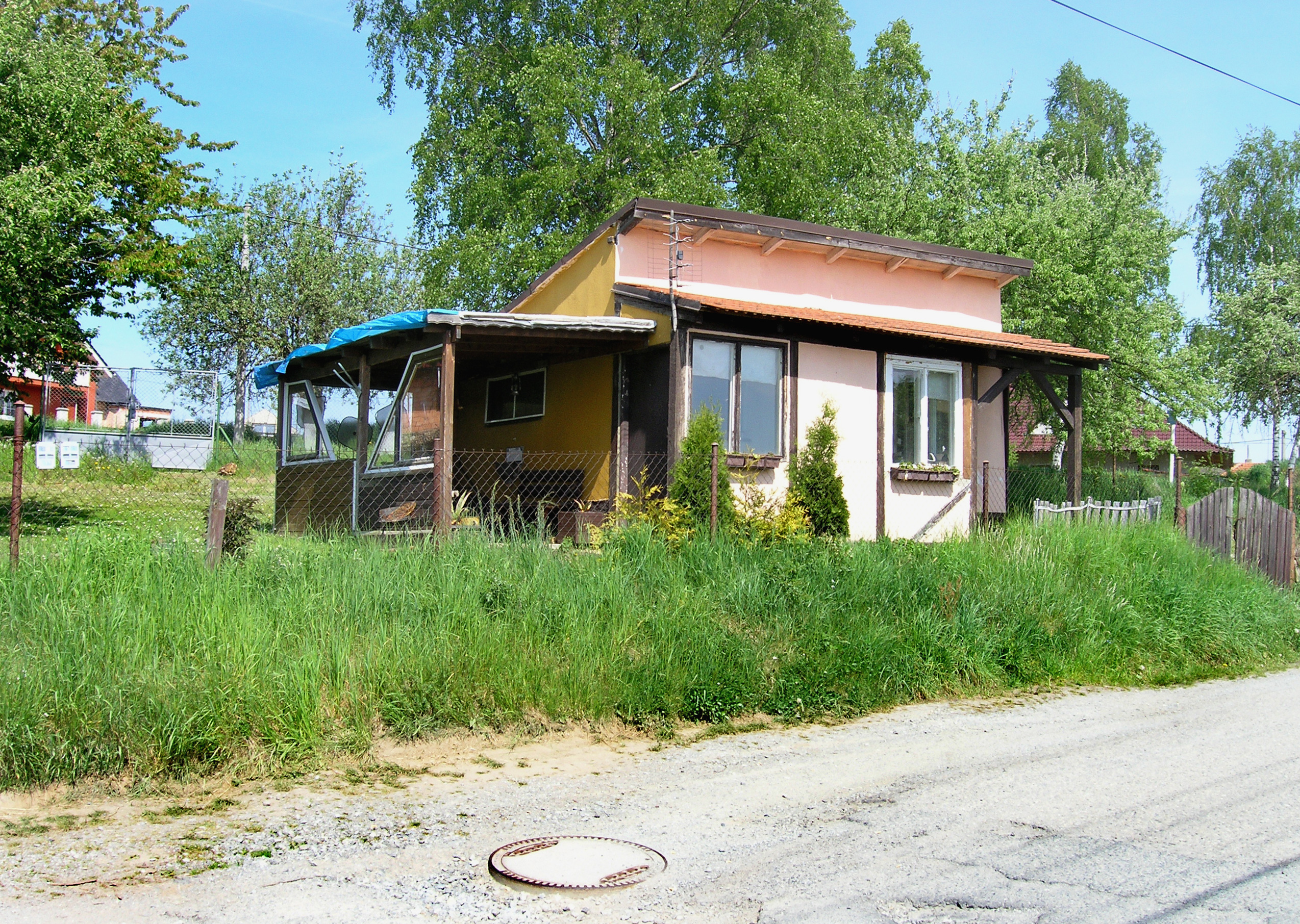
Huis aan de noordkant van het dorp (2011)
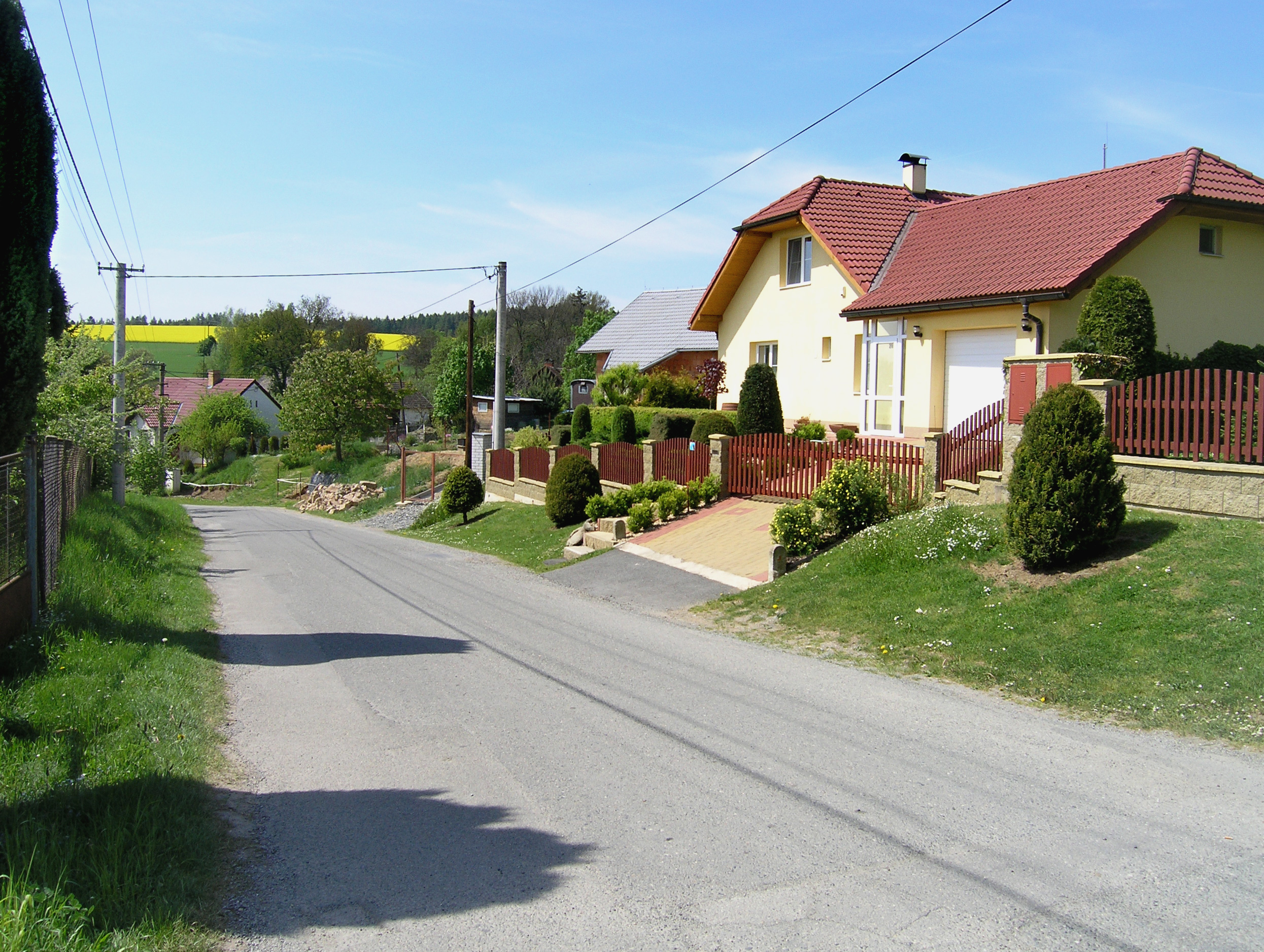
Huis aan de noordkant van het dorp (2011)
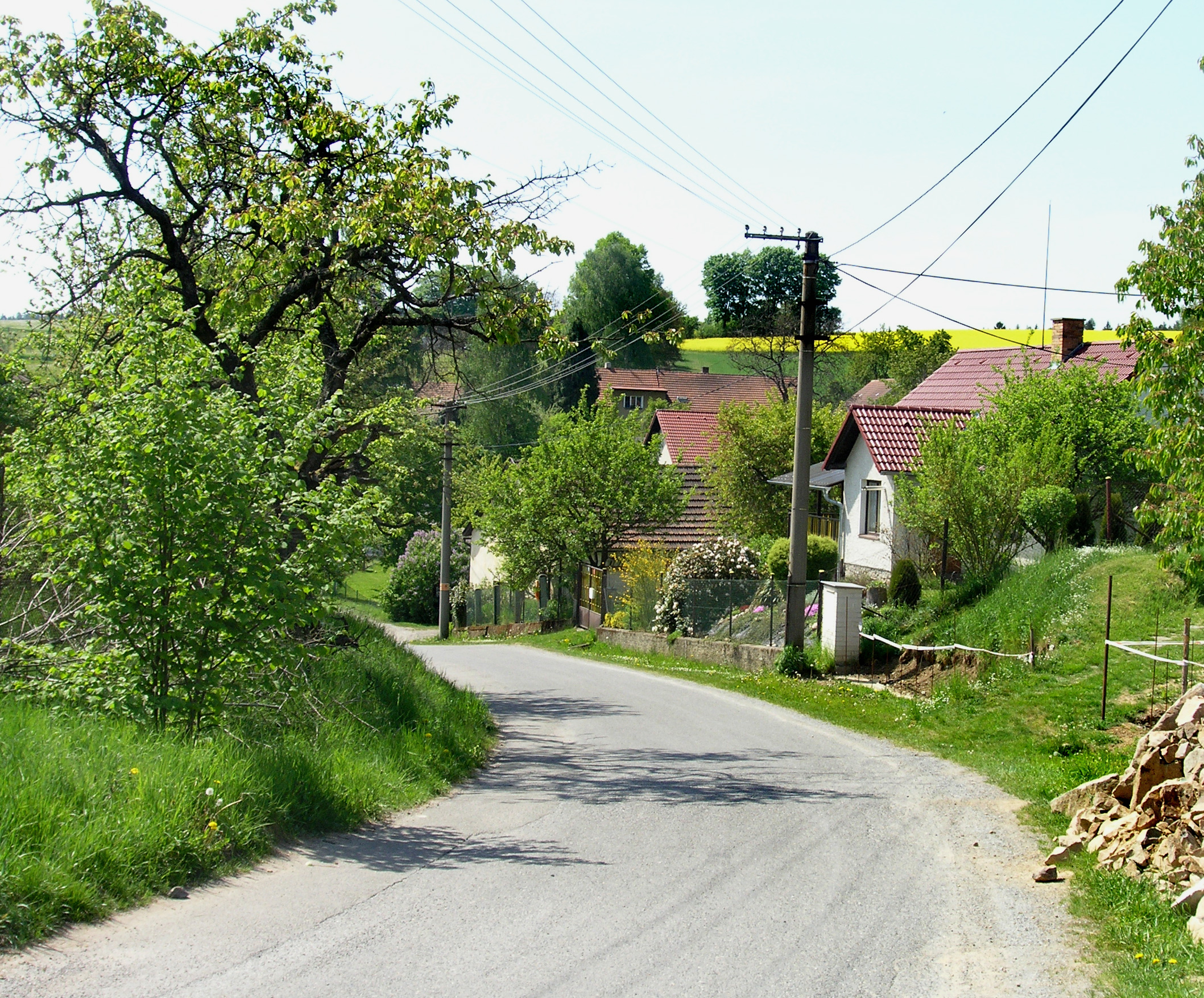
Huizen aan de zuidkant van het dorp (2011)